# 伊默宁
伊默宁（IR3535，Insect Repellent 3535），又名驱蚊酯、避蚊酯、丁基乙酰氨基丙酸乙酯，学名3-(N-正丁基-N-乙酰基)-氨基丙酸乙酯，是一种防蚊液。对人类和动物而言，它能有效驱赶蚊子、蜱虫、苍蝇、跳蚤和虱子。伊默宁是一种EPA划分到生物农药的人造防蚊液。在1999年2月把它注册到EPA之前，它就在欧洲用了20年。
伊默宁是位于德国达姆施塔特的Merck KGaA公司的注册商标，是仅限于该公司或其许可证持有者使用的驱蚊酯（乙酰丁基氨基丙酸乙酯）之商业名称。

## 化学

伊默宁（IR3535）与β-丙氨酸

伊默宁的结构基于丙氨酸与β-丙氨酸。EPA把伊默宁分类为生化物质，因为它功能上等同于β-丙氨酸：都能驱蚊并且官能团不太可能有毒。